# Тома Шабо
Тома Шабо (фр. Thomas Chabot; 30 січня 1997, м. Сен-Марі, Канада) — канадський хокеїст, захисник. Виступає за «Сент-Джон Сі-Догс» у Головній юніорській хокейній лізі Квебеку (QMJHL). 
Виступав за «Сент-Джон Сі-Догс» (QMJHL). 
У складі юніорської збірної Канади учасник чемпіонату світу 2015.
Досягнення
- Бронзовий призер юніорського чемпіонату світу (2015)